# Postales de Leningrado
Postales de Leningrado es una película venezolana escrita y dirigida por Mariana Rondón y estrenada en 2007, está ambientada en el conflicto armado que enfrentó a las guerrillas de las Fuerzas Armadas de Liberación Nacional (FALN) contra el ejército venezolano durante la década de 1960.

## Sinopsis
Una joven guerrillera de las FALN debe dar a luz en la clandestinidad. Sin embargo, su hija es la primera en nacer durante el Día de las Madres, por lo que sus imágenes aparecen en todos los periódicos venezolanos de esa jornada. A partir de este momento, ambas se verán obligadas a huir. La niña, narradora de la película, junto con su primo Teo, reinventará la realidad que la rodea creando una serie de juegos, historias y disfraces en los que aparecen superhéroes y guerrilleros. Sin embargo, estos juegos no logran ocultar las torturas, muertes y desapariciones del entorno de los niños.

## Premios y reconocimientos
La película ha sido una de las mayores producciones venezolanas, así como una de las más reconocidas a nivel internacional. Fue la candidata a los Premios Óscar por Venezuela y galardonada en el Festival de cine de América Latina de Biarritz como mejor largometraje.